# Tony Biakolo
 (août 2025).
Tony Biakolo, né le 27 août 2006, est un footballeur international centrafricain qui évolue au poste de défenseur central au Toulouse FC.

## Biographie

### Carrière en club
Tony Biakolo est formé par le Toulouse FC, qu'il a rejoint en 2016, et où il s'illustre en remportant le Tournoi de Montaigu avec les moins de 17 ans en 2021,.

### Carrière en sélection
Biakolo est international des moins de 20 ans avec la République centrafricaine, prenant part à la CAN U20,.
En mars 2023, Biakolo est convoqué pour la première fois avec l'équipe senior de République centrafricaine,,. Il honore sa première sélection le 27 mars 2023, lors d'une victoire 2-0 contre Madagascar lors des qualifications à la CAN 2023,.
Il est à nouveau sélectionné avec l'équipe de Geoffrey Kondogbia lors de la suite des éliminatoires.